# Mécanique du vol
 (décembre 2016).
Améliorez-le ou discutez des points à vérifier. 
 (novembre 2013).
Si vous disposez d'ouvrages ou d'articles de référence ou si vous connaissez des sites web de qualité traitant du thème abordé ici, merci de compléter l'article en donnant les références utiles à sa vérifiabilité et en les liant à la section « Notes et références ».

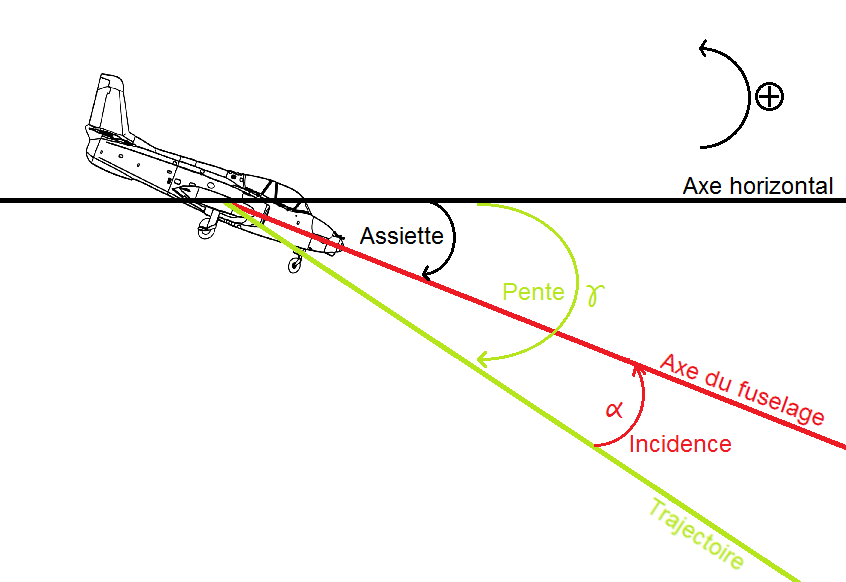
Schéma définissant assiette, incidence et pente.

La mécanique du vol est l'étude du mouvement d'un véhicule en environnement aérien ou spatial. Pour comprendre la mécanique du vol, la première étape consiste à l'analyse des forces et moments auxquels l'aérodyne est soumis. 

## Forces et moments
Un aérodyne est soumis à la gravitation (le poids). Quand il est en mouvement dans un fluide il reçoit le vent lié à sa vitesse ou « vent relatif » qui détermine des forces et moments aérodynamiques. Quand il est motorisé, il y a aussi une force de propulsion. On a donc : 
- le poids, vertical ;
- la résultante des forces aérodynamiques ou RFA (forces de pression et de frottement), variant approximativement comme le carré de la vitesse et composée de :
  - la traînée, parallèle au vent relatif ;
  - la portance, perpendiculaire au vent relatif.
- la poussée des moteurs (hélice, turboréacteur, moteur-fusée, etc.[1]), généralement parallèle à l'axe de l'avion ;

## Vol en montée, vol en palier
Les forces agissant sur l'avion sont :
- Le poids ;
- La traînée;
- La portance dont la composante verticale est opposée au poids, et dont la composante parallèle au vent relatif s'ajoute à la traînée;
- La poussée.

La particularité du palier, comparativement à la montée et à la descente, est que la portance — perpendiculaire au vent relatif — est alors verticale, égale et opposée au poids.
Dans le cas d'un vol en palier à vitesse constante, la poussée générée par le ou les moteurs compense les forces de trainées générée par l'ensemble de l'avion (fuselage, ailes empennages...)
Le contrôle du palier s'effectue en gardant une assiette affichée à l'aide de références extérieures, ou de l'horizon artificiel.

## Vol en descente, sans moteur
Les forces agissant sur l'avion ou le planeur sont :
- Le poids ;
- La traînée;
- La portance dont la composante verticale est opposée au poids, et dont la composante parallèle au vent relatif est une poussée opposée à la traînée

## Repères et angles
Chaque discipline a ses propres conventions ; on peut passer d'un type de conventions à un autre à l'aide de formules de conversion. Nous distinguerons ici :
- le repère absolu {\displaystyle {\big (}G,x_{0},y_{0},z_{0}{\big )}} ({\displaystyle x_{0}} est orienté nord, {\displaystyle y_{0}} ouest et {\displaystyle z_{0}} verticalement ; en pratique c'est le repère lié au sol)
- le repère lié à l'avion {\displaystyle {\big (}G,x_{b},y_{b},z_{b}{\big )}} ({\displaystyle x_{b}} est orienté vers l'avant, {\displaystyle y_{b}} vers l'aile gauche)
- le repère lié à la vitesse (au vent relatif) {\displaystyle {\big (}G,x_{v},y_{v},z_{v}{\big )}} ; ce repère est commode pour l'écriture des forces aérodynamiques ({\displaystyle x_{v}} supporte le vecteur vitesse)

À partir de quoi nous définissons (dans l'ordre) :
- Dans le plan {\displaystyle \pi _{x}=(x_{0},y_{0})} (vue de dessus), dit Lacet :

1. le cap {\displaystyle \Psi } de l'avion définit son orientation par rapport au nord : {\displaystyle \Psi ={\widehat {(x_{0},x)}}}
2. le dérapage {\displaystyle \beta } définit l'orientation de l'avion par rapport à sa direction : {\displaystyle \beta ={\widehat {(x_{v},x)}}}

- Dans le plan {\displaystyle \pi _{x}=(x_{0},z_{0})} (vue latérale), dit Tangage :

1. l'incidence {\displaystyle \alpha } entre le vent relatif et la corde de référence du profil : {\displaystyle \alpha ={\widehat {(x_{v},x_{b})}}}
2. la pente {\displaystyle \gamma } entre l'axe de déplacement et l'horizontale : {\displaystyle \gamma ={\widehat {(x_{v},x_{0})}}}
3. l'assiette {\displaystyle \theta } entre l'axe de l'avion et l'horizontale : {\displaystyle \theta ={\widehat {(x_{b},x_{0})}}}

- Dans le plan {\displaystyle \pi _{x}=(y,z)} (vue arrière), dit Roulis :

1. l'inclinaison {\displaystyle \Phi } entre l'axe transversal de l'avion et l'horizontale : {\displaystyle \Phi ={\widehat {(y_{0},y_{b})}}}

L'angle {\displaystyle \alpha } est également appelé incidence ou angle d'attaque. 
Remarque : l'incidence est l'angle formé entre la corde de référence du profil de l'aile et le vent relatif, alors que l'assiette est l'angle formé entre l'axe de l'avion et l'horizon.

## Dynamique de vol
La dynamique du vol appelée également mécanique du vol est l'application des lois de la mécanique, les lois de Newton, à l'étude des trajectoires des avions (performances), de la stabilité et du contrôle des avions.
Les dynamiques du vol englobent les principes physiques régissant le mouvement des aéronefs, basés sur les forces de portance, de poussée, de poids et de traînée. Ces forces interagissent selon les lois de l'aérodynamique pour permettre à un avion de décoller, de manœuvrer et de maintenir un vol stable. La compréhension des dynamiques du vol est cruciale pour optimiser la performance et la sécurité aérienne.